# Lali Espósito
Lali Espósito, właściwie Mariana Espósito (ur. 10 października 1991 w Buenos Aires) – argentyńska aktorka, piosenkarka i kompozytorka.

## Życiorys
Karierę aktorską rozpoczęła jako dziecko na początku lat 2000, występując w programach dla dzieci i młodzieży autorstwa Cris Moreny, takich jak „Rincón de luz” (2003), „Floricienta” (2004-2005) i „Chiquititas” (2006). Zyskała popularność dzięki roli Marianelli Rinaldi w „Casi ángeles” (2007-2010) oraz jako członkini zespołu popowego Teen Angels, powstałego na bazie serialu. Grupa koncertowała w Ameryce Łacińskiej, Hiszpanii i Izraelu. Z zespołem nagrała sześć albumów studyjnych, trzy koncertowe oraz dokument „Teen Angels: el adiós 3D”.
Kontynuowała karierę telewizyjną, grając role drugoplanowe w „Cuando me sonreís” (2011) i „Solamente vos” (2013-2014).  Pod koniec 2013 roku pod skrzydłami 3 Música wydała promocyjny singel „A bailar”. W 2014 roku piosenka zdobyła nagrodę Kids' Choice Awards Argentina jako ulubiona latynoska piosenka. W marcu 2014 roku wydała teledysk do swojego drugiego singla, „Asesina”, a także swój debiutancki album „A bailar”, na którym pełniła również rolę kompozytorki i producentki. Album „A bailar” otrzymał złotą płytę i rok później nagrodę Premios Gardel w kategorii najlepszy album artystki pop. W 2015 roku zagrała pierwszą główną rolę w „Esperanza mía” (2015-2016).
W 2016 roku wydała singel „Único”, zapowiadający jej drugi solowy album „Soy”, który ukazał się 20 maja  tego samego roku i otrzymał złotą i platynową płytę w kilku krajach. W lipcu 2017 zaprezentowała w serwisie YouTube nowy utwór „Una na”, pierwszy singel z jej trzeciego albumu. W listopadzie 2017 otrzymała dwie nagrody MTV Europe Music Awards za najlepszego artystę z Ameryki Południowej i za najlepszy występ na świecie.
W sierpniu 2018 wydała swój trzeci album studyjny, „Brava”. Tydzień później album uzyskał certyfikat złotej płyty.
W połowie listopada 2019 roku przeniosła się do Madrytu, aby nagrać serial „Sky Rojo”, autorstwa Álexa Piny i Esther Martínez Lobato. Planowano cztery miesiące nagrywania w różnych lokalizacjach w Hiszpanii, jednak z powodu pandemii COVID-19 prace zostały przerwane i wznowione dopiero w maju 2020. Ostatecznie serial miał swoją premierę na platformie Netflix 19 marca 2021.
Między styczniem a lutym 2022 roku opublikowała trylogię piosenek „Disciplina”, „Diva” i „Como tú”, które miały wejść w skład jej piątego albumu studyjnego. W tym samym roku  zagrała i wyprodukowała serial „Koniec miłości” na Prime Video.